# Alcyonium patagonicum
Alcyonium patagonicum är en korallart som först beskrevs av May 1899.  Alcyonium patagonicum ingår i släktet Alcyonium och familjen läderkoraller. Inga underarter finns listade i Catalogue of Life.